# S/2007 S 2
S/2007 S 2 es un satélite natural de Saturno. Su descubrimiento fue anunciado por Scott S. Sheppard, David C. Jewitt, Jan Kleyna, y Brian G. Marsden el 1 de mayo de 2007, utilizando el reflector Subaru de 8,2 metros en el Observatorio Mauna Kea en la isla de Hawái. a partir de observaciones tomadas entre el 18 de enero y el 19 de abril de 2007. Tiene alrededor de 6 kilómetros de diámetro y orbita Saturno a una distancia media de 16 560 000 kilómetros en 792,96 días, con una inclinación orbital de 176,68° con respecto a la eclíptica, en sentido retrógrado y con una excentricidad orbital de 0,218 suponiendo un albedo de 0,04.
S/2007 S 2 es miembro del grupo nórdico de satélites. Estos satélites irregulares tienen órbitas retrógradas alrededor de Saturno, viajando en dirección opuesta a la rotación del planeta. S/2007 S 2 y las otras lunas nórdicas también tienen órbitas excéntricas, lo que significa que son más alargadas que circulares.
Al igual que las otras lunas irregulares de Saturno, se cree que S/2007 S 2 es un objeto que fue capturado por la gravedad de Saturno, en lugar de haberse acumulado desde el disco de polvo que rodeaba al planeta recién formado como se cree que lo hicieron los satélites regulares.